# (100856) 1998 HX43
(100856) 1998 HX43 es un asteroide perteneciente al cinturón de asteroides, región del sistema solar que se encuentra entre las órbitas de Marte y Júpiter, más concretamente a la familia de Massalia, descubierto el 20 de abril de 1998 por el equipo del Lincoln Near-Earth Asteroid Research desde el Laboratorio Lincoln, Socorro, Nuevo México, Estados Unidos.

## Designación y nombre
Designado provisionalmente como 1998 HX43. 

## Características orbitales
1998 HX43 está situado a una distancia media del Sol de 2,386 ua, pudiendo alejarse hasta 2,703 ua y acercarse hasta 2,070 ua. Su excentricidad es 0,132 y la inclinación orbital 2,186 grados. Emplea 1346,96 días en completar una órbita alrededor del Sol.

## Características físicas
La magnitud absoluta de 1998 HX43 es 16,2. 